# Raoul de Thourotte (archevêque de Lyon)
Pour les articles homonymes, voir Raoul de Thourotte.
Raoul de La Tourette, dit aussi Rodolphe  (mort en 1287), est un prélat français du XIIIe siècle. 

## Biographie

### Origines
Raoul de Thourotte appartient à la famille noble de Thourotte, châtelains de Thourotte et de Noyon. Il est le fils de Guillaume de Thourotte et de Béatrix de Beaumont, dame d'Offémont.

### Carrière
Destiné à une carrière ecclésiastique, il appartient au Chapitre cathédral de Verdun. Lors de la mort de l'évêque de Verdun, Gérard de Grandson, en 1278, une partie des voix du chapitre se porte sur lui afin qu'il lui succède. Cependant, l'autre partie élit le frère de Gérard, Henri, afin qu'il succède à son frère. L'affaire est tranchée le 10 juin 1284 par le pape Martin IV : Raoul est envoyé à Lyon, tandis qu'Henri montera sur le trône de Verdun.
L'archevêque fait un nouveau traité sur les juridictions et souverainetés épiscopales, qui va contre le gré des citoyens. Il tient un concile à Mâcon pour la réformation des mœurs.
Il est allé à l'abbaye de Saint-Martin d'Autun, à titre d'ami de l'évêque Hugues, en 1286.